# يو إف سي ليلة القتال: مورينو ضد البازي
يو إف سي ليلة القتال: مورينو ضد البازي (بالإنجليزية: UFC Fight Night: Moreno vs. Albazi) (المعروف أيضًا باسم يو إف سي ليلة القتال 246 ويو إف سي على إي إس بي إن 104) هو حدث لفنون القتال المختلطة نظمته يو إف سي، وأُقيم في 2 نوفمبر 2024، على روجرز بليس في إدمونتون، ألبرتا، كندا.

## الجوائز الإضافية
حصل المقاتلون التاليون على مكافآت بقيمة 50 ألف دولار.
- قتال الليلة: لم تُمنح.
- أداء الليلة: ياسمين جاسودافيشيوس، داستن ستولتزفوس، تشارلز جوردان، و يوسف زلال